# Schaltverstärkung

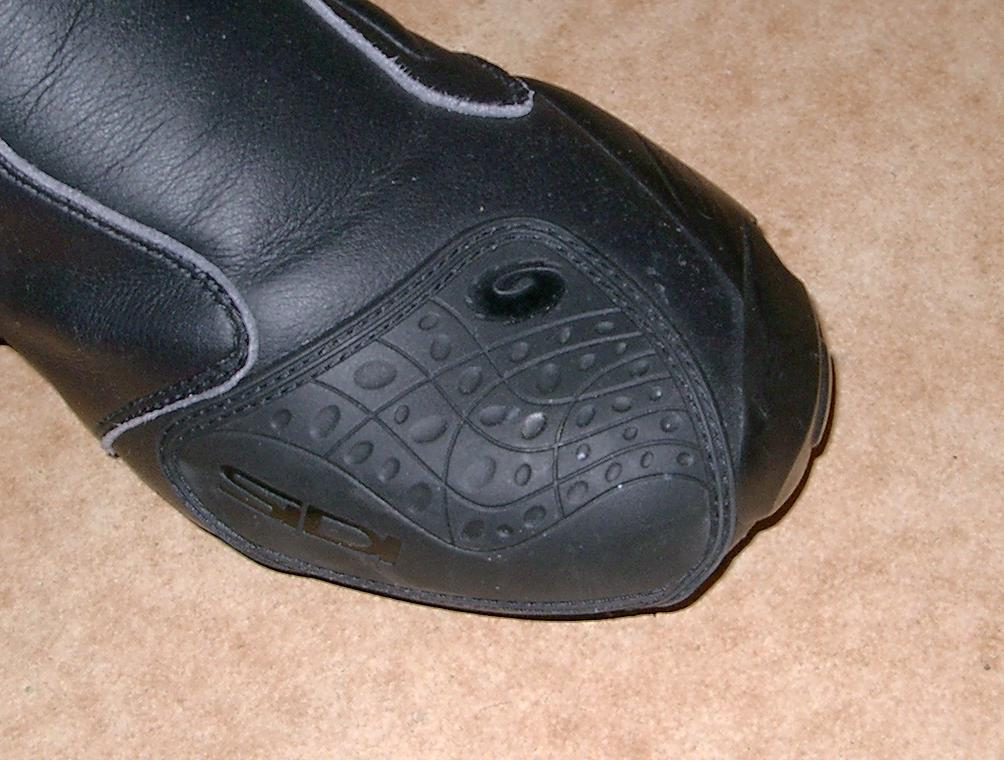
Schaltverstärkung an einem Motorradstiefel

Eine Schaltverstärkung ist eine Schaftverstärkung an Motorradstiefeln zur leichteren Bedienung des Fußschalthebels und zum Schutz des Stiefelobermaterials.
Bei den meisten Motorrädern wird die Gangschaltung mit dem linken Fuß bedient; der Fußschalthebel muss mit der Fußspitze heraufgezogen oder heruntergedrückt werden. Das Herunterdrücken ist unproblematisch; hier wird lediglich die Schuhsohle belastet. Beim Hochziehen dagegen muss der Druck (bis zu 20 Newton) von den Zehen aufgebracht werden; nach längeren Touren sind die Zehen oft ermüdet, oder es zeigen sich Druckstellen.
Die Schaltverstärkung ist eine U-förmige Schaftverstärkung aus Kunststoff, Metall, Leder oder einer Kombination dieser Materialien. Sie verläuft vom Schuhboden hoch über den Großzehenballen bis auf die Stiefelvorderkappe oberhalb der Zehen. So wird einerseits der Druck beim Heraufschalten über eine größere Fläche verteilt und weitgehend vom Schaft aufgefangen und andererseits eine vorschnelle Abnutzung des Stiefelschafts vermieden.
Die Schaltverstärkung wird an beiden Stiefeln angebracht, obwohl sie nur einseitig (heute meist links) gebraucht wird.